# Нектарка
Некта́рка (Nectarinia) — рід горобцеподібних птахів родини нектаркових (Nectariniidae). Представники цього роду мешкають в Африці на південь від Сахари.

## Види
Рід містить 6 видів:
- Нектарка фіолетова (Nectarinia bocagii)
- Нектарка угандійська (Nectarinia purpureiventris)
- Нектарка золотоголова (Nectarinia tacazze)
- Нектарка бронзова (Nectarinia kilimensis)
- Нектарка малахітова (Nectarinia famosa)
- Нектарка червонобока (Nectarinia johnstoni)

Раніше до роду Nectarinia відносили велику кількість видів, яких нині відносять до родів Leptocoma, Anabathmis, Chalcomitra, Cinnyris, Cyanomitra, Dreptes, Anthobaphes і Drepanorhynchus.

## Етимологія
Наукова назва роду Nectarinia походить від слова дав.-гр. νεκταρ — нектар (напій богів).